# 原グレガリナ目
原グレガリナ目（げんグレガリナもく、Archigregarinorida）は、アピコンプレックス門に属する原生生物の一群。海産無脊椎動物の寄生虫で、70種以上が知られている。

## 形態
ガモントは無節の蠕虫状で大きさは100～200 µmに達する。細胞表面には縦方向に皺が走っている。身をくねらせる屈曲運動を行い、真グレガリナ目のような滑走運動を行わない。

## 生態
海産無脊椎動物の腸管に寄生する。宿主としては、環形動物、星口動物、半索動物、尾索動物が知られている。
オーシストから脱出したスポロゾイトは腸管上皮細胞に接着するが、種によってはその細胞内で無性的な増殖（メロゴニー）を行うことが知られている。ガモントはミゾサイトーシスにより上皮細胞の内容物を摂食し大きく成長する。上皮より離脱すると雌雄で連接を行いガメトシストを形成する。ガメトシスト内では多数のガメートが生じて接合を行い、それぞれがオーシストとなる。

## 分類
グレガリナ綱（または亜綱）に所属させ、以下の通り2科または3科に分類する。
- エクソスキゾン科 Exoschizonidae
細胞外で栄養体の先端部がメロゴニーを行う。日本でスジホシムシモドキ（星口動物）の腸管から見出されたExoschizon siphonosomaeのみが知られている。
- Merogregarinidae科 (syn. Selenidioididae)
腸管上皮細胞内でメロゴニーを行い、栄養体は細胞外で成長する。3属13種が知られている。本科を認めずSelenidiidae科にまとめる見解もある。
- Selenidiidae科
メロゴニーが認められない。3属に60種以上が知られている。

## 歴史
20世紀前半には無性的に増殖できるグレガリナをシゾグレガリナ目（Schizogregarinida）にまとめていたが、1953年にグラーセがそのうち海産無脊椎動物を宿主とするものを原グレガリナ目とした。しかし宿主細胞内でのメロゴニーの有無を証明することは難しく、たとえばSelenidium属の中にはメロゴニーが確認できるものとできないものが混在していた。これに対しJoseph Schrévelは、メロゴニーの有無ではなく、スポロゾイトがそのまま成長したような形態のガモントを特徴と考えるべきとした。その一方、Norman D. Levineはメロゴニーの有無は目レベルの差として重要だとして、Selenidium属のうちメロゴニーを確認できるものをSelenidioides属へ分割し、確認できないSelenidium属を真グレガリナ目へ移動させることとした。21世紀に入ると、原グレガリナ目は運動様式や摂食様式にも特徴があることが認識され、メロゴニーの確認できないSelenidium属も原グレガリナ目に属すると考えられるようになっている。